# Монстр в коробке
«Монстр в коробке» — кинофильм. Фильм Ника Брумфилда с главной ролью Сполдинга Грэя. Фильм из себя представляет моноспектакль, театр одного героя.

## История создания фильма
Американский актёр Сполдинг Грэй ставит моноспектакли, в которых он сам является главным и единственным актёром. Многие из этих работ были превращены в фильмы. Например режиссёр Джонатан Демми снял фильм «Плавание в Камбоджу». Этот фильм является рассказом Сполдинга Грэя о том, как проводились съёмки фильма «Поля смерти». Этот фильм рассказывал о событиях в Камбодже и о самих Полях смерти, в этом фильме Сполдинг Грэй сыграл небольшую роль посла США в Пномпене.
В результате в 1988 году оба фильма были показаны в СССР на Фестивале американских фильмов. После фестиваля СССР также посетил и сам актёр. На основе впечатлений своей поездки Сполдинг Грэй поставил новый спектакль «Монстр в коробке», который в дальнейшем также превратился в фильм.

## Сюжет
Сполдинг Грэй в течение уже четырёх лет пишет роман. Свои материалы и рукописи Сполдинг откладывает в коробку. В результате вырастает «монстр».

## В ролях
- Сполдинг Грэй — играет самого себя